# Harira
La harira (àrab: الحريرة, al-ḥarīra; taixelhit: ⴰⵣⴽⴽⵉⴼ, azkkif o ⴰⵙⴽⴽⵉⴼ, askkif) és la sopa tradicional marroquina. Tradicionalment és present a taula durant el mes del Ramadà (novè mes de l'any i sagrat per a l'islam) a l'hora de sopar per trencar el dejuni de tot el dia. És considerada com a plat únic. Actualment és un sopar casolà bastant habitual a l'hivern. Existeixen a més nombroses versions ja preparades, en pols o ja llesta per a escalfar, que es venen a qualsevol supermercat no només al Marroc sinó també en altres països del Magrib, i a França.
En algunes ciutats, com per exemple Rabat, també és servida a familiars i amics durant celebracions especials com, per exemple, el matí següent a la nit de noces i, en aquest cas, la seva elaboració canvia lleugerament en comparació amb la harira elaborada durant el Ramadà.
La harira es fa amb els següents ingredients però això pot variar depenent de la regió on es cuini:
- farina
- tomàquet natural o concentrat de tomàquet
- llentilles
- cigrons
- ceba
- all
- fideus
- arròs
- ous batuts
- herbes (api, julivert i coriandre)
- espècies (principalment safrà, gingebre, pebre negre, pebre vermell i cúrcuma)
- carn: bou, xai o pollastre

El suc de llimona, la sal i el pebre negre també s'hi poden afegir a gust dels comensals en el moment de servir la harira a taula.
Habitualment se serveix la harira amb ous bullits amanits amb sal i comí, dàtils, figues seques, dolços fets amb mel anomenats chebakia i pans o creps elaborats a casa.